# خوینووک
خوینووک (به لهستانی:  Chojnówek) یک روستا در لهستان است که در گمینا گرایوو واقع شده‌است.